# Никола Василиади
Никола Василиади е български лекар, възрожденски обществен деец, дарител за народната просвета, радетел за професионално-техническото образование.

## Биография
Неговият баща Васил Георгеско (Георгюв) е от село Гачевци (днес квартал на Габрово). Изселва през първата четвърт на XIX век в Румъния. Тук се ражда през 1822 г. Никола Василиади. Основно и гимназиално образование получава в Букурещ. После следва медицина в Атина, Париж и Берлин.

### Професионални занимания
Има медицинска практика в Букурещ. Там се запознава с много от пребиваващите българи като Евлоги Георгиев, д-р Г.Атанасович, Стати И. Станкович, Юрдан х. Димитров,
д-р Петър Протич и Иван Д. Бакалоолу.
През 1867 г. в Търново е открита Болница „Свети безсребреници Козма и Дамян“. Неин първи директор е фабрикантът Стефан Карагьозов. В нея са е лекува населението от Търновския регион. Ефорията (настоятелството) на тази болница и на училището към нея е в Букурещ, a един от членовете ѝ е д-р Никола Василияди.
Собственик е на хотел „Габровени“, основно място за сбирки на хъшовете в Букурещ. Член на Добродетелната дружина като отговаря за управлението на завещаните ѝ от богати българи имоти.
След Освобождението, около 1878 г., предлага услугите си на Отечеството и е назначен за окръжен лекар в Дупница. По това време е вече позастарял, заболява и се завръща в Букурещ за по-спокоен живот.

### Благотворителност
Не успява да създаде семейство и е без наследници. Убеден е, че една възраждаща се нация има нужда не само от общо, но и от техническо образование за да създава повече материални блага. Затова на 10 юни 1881 г. завещава на Габрово 2 хотела в Букурещ на стойност повече от 30 000 лв. Със средствата от продажбата да се създаде и поддържа едно политехническо училище в Габрово, което да носи неговото име (днес Професионална техническа гимназия „Д-р Никола Василиади“). Благодарение родолюбието и дарението на д-р Никола Василияди, от миналото до днес в Габрово съществува и успешно се развива техническото училище с доказани качество и традиции. Има опасения, че румънското правителство може да оспори завещанието му. Включил в него клауза, според която „ако това завещание бъде унищожено по каквато и е причина, тогава целият ми движим и недвижим имот ще вземат и наследят г-н Евлоги Георгиев и д-р Атанасович без никаква друга тежест или условия“.
Така спокоен завършва земния си път на 25 януари 1882 г. в Букурещ.
Опасенията на д-р Василияди се оказват основателни. Завещанието е спасено от цитирания по-горе добавъчен член. Благодарение на Евлоги Георгиев (добър българин и патриот), волята на дарителя е изпълнена добросъвестно. Двата хотела в Букурещ са заменени със зданието на Иван Хаджиенов в София, намиращо се срещу царския дворец (днес в него се помещава университетът). Получените средства от този имот са внасяни по сметка на името на „Д-р Никола Василияди“. В определен момент там са натрупани повече от 12 700 000 лв. Този фонд е управляван от държавата.